# Joan Agaba
Joan Agaba est une actrice ougandaise.

## Carrière
Joan Agaba commence à jouer en 2015.
Elle remporte l'Africa Movie Academy Award de la meilleure actrice en 2021 pour son rôle de Mina dans Stain (en),.